# Tân Bình (phủ cũ Gia Định)
Tân Bình là tên một phủ thuộc tỉnh Gia Định ở miền Nam Việt Nam trước đây. Địa danh này tồn tại đến đầu thời Pháp thuộc thì bị chính quyền thực dân Pháp bãi bỏ. Vùng đất phủ Tân Bình trước khi giải thể gần tương ứng với địa bàn Thành phố Hồ Chí Minh hiện nay.

## Lịch sử
Theo sách Gia Định thành thông chí của Trịnh Hoài Đức, vào năm Mậu Dần (1698), chúa Nguyễn Phúc Chu cử Thống suất Nguyễn Hữu Cảnh vào Nam kinh lý. Nguyễn Hữu Cảnh lấy đất Nông Nại đặt làm phủ Gia Định, lập đất Đồng Nai làm huyện Phước Long, lập ra dinh Trấn Biên, lập xứ Sài Côn làm huyện Tân Bình, lập dinh Phiên Trấn. Tân Bình khi đó là huyện duy nhất của dinh Phiên Trấn, phủ Gia Định, có địa giới rất rộng, nằm từ hữu ngạn sông Sài Gòn đến tả ngạn sông Vàm Cỏ với diện tích khoảng 11.000 km², tức trên 1/5 diện tích toàn Nam bộ (63.058 km²).
Năm 1808, dưới thời vua Gia Long, huyện Tân Bình được nâng lên thành phủ Tân Bình, bốn tổng trực thuộc lúc bấy giờ là: Bình Dương, Tân Long, Thuận An, Phước Lộc đều được đổi thành huyện.
Từ năm Minh Mạng thứ 13 (1832), phủ Tân Bình trở thành vùng đất của tỉnh Gia Định. Về sau, do tách đất để lập thêm các phủ Tân An (1832) và Tây Ninh (1836) nên diện tích phủ Tân Bình chỉ còn lại khoảng 1.280 km², gồm 2 huyện: Bình Dương và Tân Long.
Năm 1841, tách một phần huyện Bình Dương để lập ra huyện Bình Long (lỵ sở đặt tại Hóc Môn). Phủ Tân Bình lúc này bao gồm 3 huyện với 18 tổng, 365 thôn (hoặc các đơn vị hành chính cơ sở khác tương đương như: ấp, bang, điếm, giáp, hộ, lân, nậu, phường, sóc, thủ, thuộc, xã) trực thuộc:
- Huyện Bình Dương có sáu tổng với 123 thôn (hoặc các đơn vị hành chính cơ sở khác tương đương):
  - Tổng Bình Trị Thượng có 27 thôn
  - Tổng Bình Trị Trung có 21 thôn
  - Tổng Bình Trị Hạ có 26 thôn
  - Tổng Dương Hòa Thượng có 20 thôn
  - Tổng Dương Hòa Trung có 21 thôn
  - Tổng Dương Hòa Hạ có 08 thôn
- Huyện Bình Long có sáu tổng với 85 thôn (hoặc các đơn vị hành chính cơ sở khác tương đương):
  - Tổng Bình Thạnh Thượng có 16 thôn
  - Tổng Bình Thạnh Trung có 11 thôn
  - Tổng Bình Thạnh Hạ có 12 thôn
  - Tổng Cầu An Hạ có 12 thôn
  - Tổng Long Tuy Thượng có 20 thôn
  - Tổng Long Tuy Trung có 14 thôn
- Huyện Tân Long có sáu tổng với 157 thôn (hoặc các đơn vị hành chính cơ sở khác tương đương):
  - Tổng Tân Phong Thượng có 29 thôn
  - Tổng Tân Phong Trung có 31 thôn
  - Tổng Tân Phong Hạ có 21 thôn
  - Tổng Long Hưng Thượng có 22 thôn
  - Tổng Long Hưng Trung có 19 thôn
  - Tổng Long Hưng Hạ có 08 thôn

Sau khi chiếm được toàn bộ Nam Kỳ vào năm 1867, chính quyền thực dân Pháp bãi bỏ các đơn vị hành chính phủ, huyện, phân chia lại toàn bộ cõi Nam Kỳ. Các hạt thanh tra về sau cũng được đổi thành hạt tham biện (arrondissement), do các Chánh tham biện (administrateur) người Pháp đứng đầu. Tuy vậy, chính quyền thực dân Pháp vẫn giữ lại cơ cấu hành chính cấp thấp như tổng, xã thôn. Như vậy, phủ Tân Bình cùng các huyện trực thuộc đã bị bãi bỏ hoàn toàn.